# Giovanni Lapentti
Giovanni Lapentti (Guayaquil, 25 gennaio 1983) è un ex tennista ecuadoriano.
Suo fratello è Nicolás Lapentti, giocatore di tennis professionista, mentre un terzo fratello, Leonardo, è stato attivo a livello inferiore nel tennis professionistico.

## Carriera
Giovanni Lapentti ha annunciato il suo debutto ATP nel 2002, ma in realtà ha giocato la sua prima partita nel tour nel 2003, al torneo di Scottsdale in Arizona. Lapentti ha ottenuto la sua prima vittoria nel circuito ATP al primo turno del torneo, sconfiggendo Paradorn Srichaphan, 7-6 (7-2), 6-2. Ha perso nel secondo turno del torneo di David Sánchez.
Ha partecipato nel 2003 al torneo di Roma e al Roland Garros, perdendo al primo turno entrambe le volte. Durante l'Open di Francia ha dovuto ritirarsi nel quinto set del match contro Tommy Robredo a causa di un infortunio che lo ha costretto a tornare a giocare solo nel 2004.
Lapentti non ha ottenuto una sola vittoria durante il suo secondo anno da professionista nonostante abbia partecipato a tornei organizzati in Argentina, Messico, Spagna e a Indian Wells. L'ecuadoriano ha ottenuto risultati migliori nel 2005.

### Tornei minori

#### Singolare

##### Vittorie (0)
| Legenda tornei minori |
| Challenger (0)        |
| Futures (0)           |

| Numero | Data | Torneo | Superficie | Avversario in finale | Punteggio |

##### Sconfitte (1)
| Legenda tornei minori |
| Challenger (1)        |
| Futures (0)           |

| Numero | Data           | Torneo                          | Superficie  | Avversario in finale | Punteggio     |
| 1.     | 10 maggio 2015 | Seguros Bolivar Open Cali, Cali | Terra rossa | Fernando Romboli     | 6-4, 3-6, 2-6 |